# Маулана, Эги
Эги Маулана Викри (индон. Egy Maulana Vikri; род. 7 июля 2000, Медан) — индонезийский футболист, нападающий клуба «Дева Юнайтед» и национальной сборной Индонезии.

## Клубная карьера
Эги начинал играть в клубе «Тасби» из города Медан, а позднее, он был выбран для участия в юниорском турнире Индонезии (до 12) в 2012 году. Его талант был замечен национальными скаутами. В то время Эгид стал лидером своей команды, чтобы стать чемпионом и лучшим бомбардиром. Кроме того, он обучался в специальной спортивной школе, более известной как «Диклат Рагунан». Эги также является младшим братом игрока чемпионата Северной Суматры, Юсризала Музакки, который играет за ПСБЛ «Лангса». В 2015 году Эгию удалось завоевать чемпионство со сборной Индонезии в турнире Кубок Готии, проходящем в Швеции, и стал лучшим игроком турнира с 28 мячами. После этого он стал за команду «Персаба Бребеса» на Кубке Соратина, который также принес ему титул чемпиона и звание лучшего бомбардира.
В 2018 году в карьере индонезийца наступил переломный момент, поскольку он получил приглашение выступать за гданьскую «Лехию». Контракт начал действовать по достижении им совершеннолетия.